# Amy und die Wildgänse
Amy und die Wildgänse (Originaltitel Fly Away Home) ist ein 1995/1996 in Kanada gedrehter Spielfilm über die Migration von Kanadagänsen.
Der Film basiert auf der wahren Geschichte von William Lishman, einem kanadischen Erfinder, der erstmals Kanadagänse mit seinem Ultraleichtflugzeug in den Süden geführt hat.

## Handlung
Die 13-jährige Amy Alden wird nach dem Unfalltod ihrer in Neuseeland lebenden Mutter Alaine von ihrem Vater Thomas nach Kanada auf dessen Farm geholt. Thomas ist Künstler und verdient sein Geld mit Skulpturen und skurrilen Erfindungen, außerdem ist er begeisterter Hobbyflieger. Obwohl Amy auf der Farm einen Teil ihrer Kindheit verbracht hat, hat sie zu ihrem Vater, von dem sich die Mutter vor Jahren getrennt hatte, kaum noch eine Beziehung, und so fällt ihr das vollkommen veränderte Leben in der neuen Umgebung sehr schwer. Immerhin findet sie in Thomas’ Lebensgefährtin Susan eine gute Freundin.
Auf ihren Streifzügen durch die Umgebung entdeckt Amy eines Tages in einem gerodeten Waldstück das verwaiste Gelege einer Kanadagans. Sie brütet die Eier in einer Schublade aus und zieht schließlich 16 junge Gänse auf. Die Vögel, auf Amy geprägt, betrachten sie als Mutter und folgen ihr instinktiv.
Dass Amys Gänse nicht wie in der Wildnis von ihren Eltern das Fliegen und den Weg nach Süden erlernen können, führt zu einem Streit mit einem Ranger der Naturschutzbehörde, der Amys Gänsen vorschriftsmäßig die Flügel stutzen will. Er befolgt damit eine Vorschrift, dass in Gefangenschaft geschlüpfte und geprägte Gänse zu ihrem eigenen Schutz nicht fliegen dürfen – sie würden beim führerlosen Flug nach Süden verunglücken. Doch Amy ist der Gedanke einer Verstümmelung ihrer Vögel zuwider, und sie werfen den Ranger hinaus.
Thomas hat daraufhin die Idee, den Gänsen mit seinem Ultraleichtflugzeug einen Weg in den Süden zu zeigen, doch die Gänse erkennen ihn trotz vieler Versuche nicht als Anführer an. Als Thomas das Vorhaben für gescheitert hält, setzt Amy sich heimlich selbst in sein Flugzeug, startet den Motor und hebt ab, wobei die Gänse ihr sofort folgen. Ohne jede Flugausbildung kommt sie aber nur wenige Meter weit und macht eine harte Landung aus geringer Höhe an einem Weidezaun.
Assistiert von seinem Bruder David und Freund Barry beginnt Thomas nun, Amy das Fliegen beizubringen und besorgt ihr ein eigenes Fluggerät. Sie nehmen Kontakt zu einem Vogelschützer in North Carolina auf, der dort ein Vogelschutzgebiet betreut, das von Zugvögeln in letzter Zeit nicht mehr aufgesucht wurde und daher als Bauland genutzt werden soll, wenn bis zu einem Stichtag keine Zugvögel eintreffen. Um das Naturschutzgebiet zu erhalten, wird beschlossen, Amys Gänse dorthin führen.
Am Abend vor dem geplanten Abflug entführt der Ranger die Gänse, um ihnen doch noch die Flügel stutzen zu können. Sie werden in einer spektakulären Aktion von Thomas’ Freunden befreit und von der vorbeifliegenden Amy mit auf die Reise genommen. Susan, David und Barry begleiten den Flug im Auto und Thomas Amy und die Wildgänse im Ultraleichtflugzeug. Da Thomas auch die nötige Erfahrung hat, ist er für die Navigation zuständig.
Es kommt zu etlichen Zwischenfällen, zumal der weite Flug die untrainierten Gänse sehr anstrengt. Eine verletzte Gans wird von Amy im Rucksack mitgenommen. Nach dem Überflug des Ontariosees landet die Gruppe kurz nach Sonnenuntergang mit dem letzten Rest Treibstoff in den USA auf einer gerade noch am Ufer erkennbaren Landefläche, die allerdings zu einer US-Luftwaffenbasis gehört. Dort hatte man F-16-Kampfflugzeuge gegen vermeintlich von Norden einfliegende Eindringlinge aufsteigen lassen, da Amy auf Funksprüche mangels Funkgerät nicht reagierte. Der Kommandant des Flugplatzes unterstützt die zwei letztlich, sichtlich begeistert von ihrem Vorhaben, stellt die Ressourcen der USAF zur Verfügung und informiert auch die Presse über das Projekt, so dass fortan die US-Medien zunehmend begeistert über das Vorhaben von Amy und ihrem Vater berichten. Später geraten sie ins Schussfeld einer Gänsejagd, ein anderes Mal fällt das Navigationsgerät aus, weil Amys Vater die Batterien nicht geladen hatte, und sie finden sich im dichten Nebel unversehens in Baltimores Straßenschluchten wieder. Von den TV-Medien werden sie nun permanent begleitet und unterstützt, so dass auch in der nun informierten Bevölkerung ihre Unterstützung wächst. Der Flug Amys und der Wildgänse wird zunehmend in den Medien als Beitrag zum Naturschutz gefeiert und von allen Etappen wird berichtet.
Kurz vor dem Ziel stürzt Thomas aufgrund eines technischen Defekts an seinem Fluggerät in ein Maisfeld und wird leicht verletzt. Er ermutigt Amy aber dazu, die letzten 30 Meilen allein zu bewältigen. Amy nimmt die Herausforderung an und erreicht mit ihren Gänsen planmäßig das Naturschutzgebiet kurz vor Ablauf der Frist. Dort werden sie von einer großen Anzahl von Fans und Naturschützern begeistert empfangen, nur der Bauunternehmer bleibt frustriert zurück.
Im folgenden Frühling kehren, laut eingeblendetem Text, alle 16 Gänse selbständig zur Farm der Aldens zurück.

## Auszeichnungen
1997 wurde Caleb Deschanel in der Kategorie Beste Kamera für den Oscar nominiert. Der Film wurde zudem mit dem Environmental Media Award 1997 in der Kategorie Spielfilm ausgezeichnet.
Die Deutsche Film- und Medienbewertung FBW in Wiesbaden verlieh dem Film das Prädikat besonders wertvoll.

## Hintergrund
Amys Trike wäre nach europäischem Recht ein Ultraleichtflugzeug, nach US-Recht ist es jedoch ein „Ultralight vehicle“, ein einsitziges fliegendes Gerät, das ohne Pilotenschein oder Fahrerlaubnis geflogen werden darf. „Ultralight vehicles“ dürfen nicht schneller als 55 kt (102 km/h) fliegen, müssen bei 25 kt (46 km/h) noch flugfähig sein, dürfen nicht mehr als 5 Gallonen (18,9 l) Kraftstoff mitführen, und ihr Leergewicht ist strikt auf 254 lbs (115 kg) zuzüglich Gesamtrettungssystem und Schwimmer begrenzt. Es gibt kein Mindestalter für den Piloten und keine Registrierungspflicht. Da sie ausdrücklich nicht als Flugzeuge gelten, dürfen sie auch überall starten und landen.
Zum Einsatz von Ultraleichtflugzeugen zur Zugvogelbegleitung siehe auch deren Nutzung im ornithologischen Artenschutz.

## Trivia
William Lishman tritt in dem Film dank seiner Ähnlichkeit mit Jeff Daniels in einigen Szenen selbst in Erscheinung: als Pilot des Ultraleichtflugzeugs und als Motorradfahrer, der Amy abholt.
Für das Auswilderungsprogramm Waldrapp diente der Film Amy und die Wildgänse als zündende Idee für die Durchführung.

## Veröffentlichung
Der Film startete am 30. Januar 1997 in den Kinos und erschien am 12. August 1997 auf Video. Am 6. April 1998 erschien er erstmals auf DVD und am 9. April 2009 auf Blu-ray.